# LP (певачица)
Лаура Перголици професионално позната као LP (18. март 1981) je америчка певачица и композиторка. Њен најпознатији хит је "Lost on You". Издала је укупно 5 албума и 3 EP-а. 
Писала је текстове песама за познате певаче као што су Шер, Ријана, Селин Дион, Кристина Агилера и други.

## Биографија
Лаура је рођена на Лонг Ајленду. Отац јој је италијанског порекла а мајка ирског. Њен деда са очеве стране је живео у Италији, Напуљу, а баба у Палерму.  Када се преселила у Њујорк, променила је своје сценско име у LP. 
Године 2001. је издала свој први албум  Heart-Shaped Scar а 2004. свој други под називом Suburban Sprawl & Alcohol.
У паузама између издавања албума је углавном радила на туђим пројектима. Један од највећих таквих успеха је писање текста за Ријанину песму "Cheers (Drink to That)", где је и сама Ријана изјавила о песми: "Волим ту песму. То је једна од мојих најдражих песама на албуму. Због тога се осећаш као да славиш. У њему се пружа сјајан осећај као да желите да изађете и попијете.... Људи не могу да дочекају викенд."
Маја 2012. године је изабрана за уметника недеље у магазину Воуг. 
Свој трећи албум је издала 2014. године под називом Forever for Now а четврти Lost on You јој је донео много успеха. 

## Дискографија

### Студијски албуми
| Назив                                   | Детаљи албума                                                                                                 | Позиције на листама | Позиције на листама | Позиције на листама | Позиције на листама | Позиције на листама | Позиције на листама | Позиције на листама | Позиције на листама | Позиције на листама | Позиције на листама | Продаја       | Сертификати |
| Назив                                   | Детаљи албума                                                                                                 | US                  | US Heat             | AUT                 | BEL (Wa)            | FRA                 | ITA                 | POL                 | SPA                 | SWI                 | UK Indie            | Продаја       | Сертификати |
| --------------------------------------- | --- | ------------------- | ------------------- | ------------------- | ------------------- | ------------------- | ------------------- | ------------------- | ------------------- | ------------------- | ------------------- | ------------- | --- |
| Heart-Shaped Scar                       | - Издат: 2001 - Формат: CD, digital download - Издавачка кућа: Koch Records                                   | —                   | —                   | —                   | —                   | —                   | —                   | —                   | —                   | —                   | —                   |               | |
| Suburban Sprawl & Alcohol               | - Издат: јун 29, 2004 - Издавачка кућа: Lightswitch - Формат: CD, digital download                            | —                   | —                   | —                   | —                   | —                   | —                   | —                   | —                   | —                   | —                   |               | |
| Forever for Now                         | - Издат: јун 2, 2014 - Издавачка кућа: Warner Bros. - Формат: CD, LP, digital download                        | 132                 | 2                   | —                   | 73                  | —                   | —                   | —                   | —                   | —                   | —                   | - US: 16,000  | |
| Lost on You                             | - Издат: децембар 9, 2016 - Издавачка кућа: Vagrant Records - Формат: CD, LP                                  | —                   | 7                   | 34                  | 6                   | 6                   | 9                   | 5                   | 2                   | 7                   | 5                   | - POL: 40,000 | - FIMI: Platinum - Syndicat National de l'Édition Phonographique: Platinum - Polish Society of the Phonographic Industry: 2× Platinum |
| Heart to Mouth                          | - Издат: децембар 7, 2018 - Издавачка кућа: BMG Rights Management, Vagrant - Формат: CD, LP, digital download | —                   | 2                   | —                   | 34                  | 48                  | 29                  | 6                   | 62                  | 22                  | 16                  | - POL: 10,000 | - ZPAV: Gold |
| "—" нема података на датим територијама | |                     |                     |                     |                     |                     |                     |                     |                     |                     |                     |               | |